# Пирротин
Пирроти́н (др.-греч. πυρρότης — огненно-красный или тёмно-оранжевый [цвет]) — полиморфный минерал класса сульфидов, сульфид железа. Другие названия: магнитный колчедан, пиротит, магнитопирит.
Название дано в 1835 году немецким минералогом Августом Брайтхауптом (Johann Friedrich August Breithaupt; 1791—1873).

## Название и история
Долгое время пирротин был широко известен как магнитный колчедан (в английской версии чаще — магнитопирит). Именно в таком наименовании он встречается в минералогических записках Абраама Готтлоба Вернера 1789 года. Также и спустя полвека, в 1839 году Эрнст Фридрих Глокер называл его магнитопиритом. В полном соответствии с общепринятым названием, точно так же называли его и в других европейских языках, например, во Франции (фр. Fer sulfuré magnetic) или Испании (исп. Pyrita magnetica). Современное научное название пирротин в 1835 году было присвоено минералу Брейтхауптом.

## Свойства
Химическую формулу пирротина отображают как FenSn+1 (обычно n=6…11), или Fe1-хS (чаще всего х = 0,1-0,2), или
Fe0,875S (Fe7S8), либо же Fe2+1−nFe3+2/3nS. Чаще всего состав Fe6S7 и до FenS12 (n ≤ 11).
Состав (%): S — 36,4—40; Fe — 60—63,6. Содержание железа может значительно варьировать. Крайний член цепи моносульфид железа (с химической формулой стехиометрического состава FeS) называют троилитом (в честь итальянского учёного Д. Троили). Троилит редко встречается в земных породах, более характерен для метеоритов.
Пирротин встречается в магматических месторождениях с породами основного состава, несколько реже в гидротермальных месторождениях, скарнах, пегматитах.
На воздухе темнеет. Обладает магнитными свойствами. Кристаллы и зёрна моноклинного пирротина — постоянные магниты с удельной магнитной восприимчивостью 15⋅10−4см³/г. п. Троилит не обладает магнитными свойствами. Пирротину свойственен ферромагнетизм. Точка Кюри — 300—320°С. Хорошо проводит электричество. Сплавляется в чёрную массу. В кислотах растворяется очень плохо (в отличие от троилита). Сильный анизотропизм. Плеохроизм слабый.
Кристаллы (таблитчатые, пластинчатые, столбчатые) встречаются значительно реже, чем плотные агрегаты (зернистые, сливные, иногда листоватые). Кристаллы обычно сгруппированы в розетки.
Следует отличать от внешне схожих халькопирита, борнита.

## Месторождения
Встречается в Германии (Бавария), Финляндии, Швеции, Норвегии, России (Урал, Ямал, Кольский полуостров), Италии, Австрии, Румынии, Бразилии, ЮАР, США (Коннектикут), Канада (Квебек).
Встречается также в метеоритах.

## Применение
Является рудой железа, хотя и менее значимой, чем пирит. Используется в химической промышленности (производство серной кислоты). Из руды выделяют также примеси металлов. Ценится коллекционерами.